# Список персонажей мультсериала «Волшебные покровители»

Внизу показан список персонажей сериала «Волшебные покровители».

## Главные персонажи

### Тимми Тёрнер
Тимоти Тибериус «Тимми» Тёрнер (англ. Timothy Tiberius "Timmy" Turner) — 10-летний мальчик получивший сказочных крёстных, чтобы удовлетворять каждое его желание. Их имена Космо и Ванда. Его желания часто имеют непредсказуемые и проблемные побочные эффекты, и зачастую возвращаются по требованию Тимми к концу эпизода. Его интересы включают комиксы (особенно вокруг своего любимого супергероя, Малинового Чина), видеоигры, мультфильмы и спорт. Отчество Тимми — Тибериус. Певческий голос Тимми был выполнен Стейси Фергюсон. Во время поездки в путешествии во времени, Тимми случайно приходит в день когда его родители переехали в свой дом и он узнает, что они ожидали девочку, отсюда он и в розовой шляпе. Также, он изначально был влюблён в Трикси Танг, однако позднее он потерял к ней интерес, боится Тути, так как последняя влюблена в него, а встретив Хлою Кармайкл в 10 сезоне, сначала её недолюбливал из-за того, что делил с ней своих крестных, но потом сдружился с Хлоей. Озвучивает Тара Стронг.

### Космо
Космо Косма (англ. Cosmo Cosma) — волшебный покровитель Тимми. У Космо зелёные глаза и волосы, он глуповат и с радостью выполняет любые желания Тимми, что часто раздражает Ванду. Имеет аллергию на орехи и персики. Космо топил Атлантиду 9 раз. Также, после его рождения, феям запретили заводить детей на 10 тысяч лет. Кузен Йоргена, но с другой фамилией. В пилотных сериях был умнее, чем в оригинале. Его не раз называли «самым глупым в мире», но чаще всего это звание тотчас перенимал неумной выходкой отец Тимми. Несмотря на глупость Космо, он иногда приводил разумные доводы и варианты в сложной ситуации, вызывая восхищение Ванды. Космо несмотря на свою глупость любит свою семью. Именно Космо родил Пуфа.
полнометражном фильме Космо озвучивал Джейсон Александер. Озвучивает Даран Норрис.

### Ванда
Ванда Косма (в девичестве Фейривинкль) (англ. Wanda Cosma (Fairywinkle)) — волшебная покровительница Тимми. У неё розовые глаза и волосы. Ванда очень умная, потому оберегает Тимми от всех напастей, в том числе и от хулигана Фрэнсиса. Также она является женой Космо. В серии «Открой рот и скажи а-а-а» работает медсестрой. Озвучивает Сьюзан Блэйксли.

### Пуф
Пуф Косма (англ. Poof Cosma) — является сыном Космо и Ванды и младшим братом Тимми. Он был первым ребёнком фей, который родился более чем через 10 тысяч лет. Пуф гораздо умнее Космо. Его магическая сила, контролируется с помощью его волшебной погремушки. «Тимми» является первым словом которое он сказал. Тимми так назвал Пуфа после множества вариантов, которые Космо и Ванда подбирали в конце серии «Волшебный младенец: Часть 2». Пуф — это звук, с которым Пуф исполняет желания и часто произносит это слово. Пуф имеет форму шара. Пользуется большой популярностью в начальной школе магов. Позже научился разговаривать. Появился Пуф в серии «Волшебный младенец: Часть 1». В одной из серий вместе с Фупом был влюблён в Злату Золотушкину.
А в 10 сезоне в серии «сиделка с сертификатом» успел ещё больше подружиться с Фупом. Не любит Викки. Озвучивает Пуфа Тара Стронг.

### Спарки
Спарки Тёрнер (англ. Sparky Turner) — волшебный говорящий пёс жёлтого цвета, собака Тимми. Исполняет желания Тимми хвостом со звёздочкой. Имеет аллергию на спагетти.

### Хлоя Кармайкл
Хлоя Кармайкл (англ. Chloe Carmichael) — второстепенная главная героиня мультсериала, появляется в 10 сезоне. Добродушная девочка, отличница, считает себя лучшей подругой и возлюбленной Тимми с 10 сезона. По решению Юргена Космо и Ванда обязаны быть её покровителями и выполнять её желания тоже (что самого Тимми по началу не устраивало). Её беда заключается в том, что её добрые дела часто оборачиваются полным беспорядком, и из-за этого у неё нет друзей. Имеет богатых родителей и любовь к общественным работам. Озвучивает Кэри Уолгрен

### Родители Тимми
- Миссис Тёрнер (англ. Mrs. Turner) — мать Тимми и жена мистера Тёрнера. Работает агентом по продаже недвижимости. Раньше была секретным агентом ЦРУ и двойным агентом для России. Знает русский. Любит своего сына.
- Мистер Тёрнер (англ. Mr. Turner) — один из самых тупых персонажей. В этом с ним конкурирует только Космо. Работает на фабрике карандашей. Он влюбился в Миссис Тёрнер, когда ещё был ребёнком, и влюбился в неё снова в университете. Он работал там уборщиком. А ещё Мистер Тёрнер окончил школу в 5 классе потому что мальчик Мэлвин сказал что он слишком крут для школы (из-за этого он и является глупым), но в одной из серий получил аттестат. В серии «Ужас до завтрака» выясняется, что продаёт мокакасины — мокасины в виде макак, которые никто не хочет покупать, поскольку бесполезны.

Их имена нигде не указаны, однако в эпизоде «Полтергении» они говорят, что раньше их назвали Барнеби (Миссис Тёрнер) и Мам (Мистер Тёрнер), когда они охотились на призраков и разнесли немалую часть Диммсдейла, после чего были вынуждены переехать в другую часть города и сменить свои имена на Мама и Папа. Однако неизвестно, являлись ли те имена настоящими.

### Юрген Фон Стрэнгл
Юрген Фон Стрэнгл (англ. Jorgen Von Strangle) — правитель и создатель «Чудо-Мира». Он построил Чудо-Мир над планетой, которая называется «Ведро Кислоты». Он является одним из двух фей с мускулатурой (ещё один — Хуандиссимо) и имеет очень высокий рост для феи. Испытывает неприязнь к Тимми и его поступкам, но уважает его. Вероятно он — пародия на Арнольда Шварценеггера. Начальник тюрьмы Абракатрас. Иногда работает у бабушки в пекарне и в зоомагазине.

### Честер МакБэдбэт
Честер МакБэдбэт (англ. Chester McBadbat) — один из лучших друзей Тимми. Он живёт в фургоне с отцом—неудачником. Никто не знает, что случилось с матерью Честера, хотя его мама была упомянута в эпизоде «Teeth for Two». В серии «Волшебный идол: Часть 2» получил в качестве волшебного родителя бывшего джинна по имени Норм. Отец Честера хочет стать лучшим бейсболистом, но не может из-за презирания всеми. Этим же объясняется его фамилия (дословно-плохая бита). Носит брекеты.

### Эй-Джей
Эй-Джей (англ. A. J.) — Эй-Джей является гением Афро-Американского происхождения и одним из лучших друзей Тимми. Он иногда нервничает, если кто-то займет первое место. Любимчик Крокера. Очень умный.

## Антагонисты

### Дензел Крокер
Дензел Квинси Крокер (англ. Denzel Quincy Crocker) — учитель пятого класса (в эпизоде «Потерянное будущее» мускулистый школьный уборщик). Он любит ставить двойки всем ученикам (кроме Эй-Джея и Хлои), всегда придумывая при этом повод. Особенно ненавидит Тимми Тёрнера. Характерная особенность Крокера — горб на спине и уши, находящиеся на шее, а не на голове (что часто осмеивают сами персонажи сериала). Также, слова «Волшебные родители!!!» Крокер всегда выкрикивает, при этом нервно дергаясь. В эпизоде «Крокер — шокер» загипнотизирован на то, чтобы не верить в фей, однако потом выяснилось, что без его веры фей у Волшебного мира нет энергии, тем самым мир чуть не был уничтожен. В эпизоде «Тайное происхождение Дензела Крокера» узнаётся, что когда-то он был красивым мальчиком героем, примерно одного возраста с Тимми, у которого были волшебные родители. Он жил со своей мамой, которая почти не интересовалась им (как и родители Тимми), и имел ужасную няню (как и няня Тимми) по имени Рик (внешне похож на Викки). Его родителями были Космо и Ванда, которые прятались под видом попугаев (плюс ко всему он коверкал их имена). Тимми хотел помочь ему, но вместо этого случайно раскрыл его секрет о волшебных родителях. Перед тем как Юрген стёр ему память, успел записать на приборе, что феи существуют, и с тех пор стал охотиться за феями. Тогда и исчезла его красота. Ему запрещено ехать в Цинциннати. Персонажа озвучил Карлос Алазраки.

### Фуп
Фуп (англ. Foop) — aнти-двойник Пуфа, и главный злодей, заклятый враг Пуфа и Тимми. Впервые появился в серии «Анти — Пуф». Его родила Анти-Ванда, когда Анти Космо проверял злых двойников фей. Родившись, Фуп заинтересовался Пуфом, и решил его уничтожить. Фуп предал Анти-Чудо-Мир. Фуп в отличие от Пуфа может говорить и имеет французский акцент, и имеет форму не шара а куба (намек на то, что куб — полная противоположность шара). Очень жестокий, коварный, противный и беспринципный. Страдает раздвоением личности (Пасачки смерти). В серии «Злые и крёстные» стал волшебным покровителем Викки. В одной из серий вместе с Пуфом был влюблён в Злату Золотушкину.
В 8 сезоне 3 серии, Фуп становится чуть-чуть вежливым по отношению к Тимми и Пуфу.

### Вики
Вики (англ. Vicky) — няня Тимми, самый неприятный подросток в мультсериале. Ей 16 лет. Она довольно-таки подлая. У неё лишь одна радость в жизни — смотреть телевизор, и издеваться над Тимми, за которым она должна присматривать. Иногда она даже пытается его убить, обычно с помощью цепной пилы. В заставке 3-7 сезона в русской озвучке Викки по ошибке была названа сестрой Тимми. Является старшей сестрой Тутти, а не Тимми Тёрнера. Были случаи, в которых Тимми добивается увольнения Викки, однако в зависимости от обстоятельств ему приходилось желать, чтобы Викки снова стала его няней.

### Дарк Лейзер
Дарк Лейзер (англ. Dark Laser) — игрушка, ожившая благодаря Тимми в эпизоде «Точная копия». Пародия на Дарт Вейдера. Пришелец, который сперва хочет захватить Землю, но начиная с серии «Миссия ответственность», где впервые появляется «Шар Смерти», желает уничтожить её. Имеет игрушечную собачку по имени Флипси, которая умеет кувыркаться.

### Анти-феи
- Анти-Космо (англ. Anti Cosmo) — злая противоположность Космо, правитель Анти Чудо-мира. Он жестокий, злой, очень умный (с его умом конкурирует только Эй-Джей) и является преступным лидером. Носит монокль на глазу. В отличие от Космо, говорит с британским акцентом и вместо короны и рабочего костюма рабочую шляпу и костюм принца.
- Анти-Ванда (англ. Anti Wanda) — злая противоположность Ванды, жена Анти Космо. Очень глупая. В отличие от Ванды, у Анти Ванды кривые зубы. Родила Фупа.
- Анти-Юрген (англ. Anti Jorgen) — анти-двойник Юргена. Появлялся в мультфильме, в серии «Анти-Пуф» во время проверки двойников он был показан на табло, а в серии «Джимми, Тимми, мощь времени 2» он вылетал с Анти-Зубной Феей. Он синий как и все Анти-феи. В отличие от Юргена он не мускулистый, не большой, а маленький. Он носит платье балерины и делает музыку ветра из ниток и макаронин.

### Фрэнсис
Фрэнсис (англ. Francis) — школьный хулиган, достающий всех младшеклассников, особенно Тимми. Хулиганом он стал из-за несбывшийся мечты — он хотел стать неподражаемым танцором балета.

### Эльфы (Pixies, Inc.)
- Эйч-Пи (англ. H. P.) — эльф. Является главным эльфом и живёт в Эльфо Мире, создал свою корпорацию «Pixies Inc.» в начале серии «Корпорация эльфов», набрал рабочих эльфов которые внешне похожи друг на друга. Любит деньги. Эйч-Пи враг фей и Анти фей. Носит очки и заострённый колпак, который служит ему ручкой. Абсолютно лыс. Как и все другие эльфы плохо выражает эмоции.
- Сандерсон (англ. Sanderson) — слуга Эйч-Пи, как и он — эльф. Живёт в Эльфо-Мире. В отличие от Эйч-Пи имеет волосы, солнцезащитные очки и маленький колпак. По внешности все эльфы, кроме Эйч-Пи, похоже на Сандерсона. Очень любит деньги.

### Реми Буксапленти
Реми Буксапленти (англ. Remy Buxaplenty) — враг Тимми. Очень богат. Однако он не очень хороший, потому что часто издевается над Тимми и над его родителями. Имел крестника Хуандиссимо.

### Анти-Спарки (злой пес — фей)
Полная противоположность Спарки Тимми Тёрнера.
Анти-Спарки (англ. Anti-Sparky Turner) — волшебный злой говорящий пёс синего цвета, бывшая собака Фупа. Пакостит всем кого встретит. У него на кончике хвоста маленький чёрный череп. Любит спагетти. Ненавидит Тимми.

### Лорен Лантерберг.
Антагонистка.
Впервые появляется в серии «Музыкант-неудачник»
Лорен подросток и ей 16 лет.
Возглавляла Высший совет «Злые няни — сиделки», но потеряла свою «должность» из-за возвращение Викки, которая потребовала, что теперь она будет главной.
У Лорен зелёные глаза и тёмно-охрового цвета волосы постриженные под длинное каре. Носит чёрную футболку и нежно-фиолетовые штаны с тёмными кедами.
Дружит близко с участницей совета — Алисой, и другими девочками в том числе, и с Викки.

### Алиса Уолкерн
Антагонистка.
Появляется в серии «Музыкант-неудачник».
Алиса — подруга Лорен. Алисе 16 лет. Подросток.
Является участницей совета «Злые няни-сиделки».
У Алисы длинные рыжие волосы завязанные в хвостик, а на голове белый ободок. Девочка обладательница фиалковых глаз, носит красные очки.
Одета в розовую длинную блузку и длинную тёмно-розовую юбку, на ногах красные лосины, носит белые туфли без каблуков.
Знакомая Викки.

## Другие персонажи

### Феи
- Блонда Фейривинкль (англ. Blonda Fairywinkle) — двоюродная сестра Ванды и тётя Пуфа. Известная актриса в Фейляндии. Получила своё имя из-за длинных волос и потому, что она блондинка. Оригинальный голос актёра — Джулия Луи Дрейфус по мнению создателя Бутча Хартмана[4].
- Большой Папа Фейривинкль (англ. Big Daddy Fairywinkle) — отец Ванды. Выглядит на 34 года. Обладает огромной компанией занимающаяся выносом мусора. Ненавидит Космо. Имеет подушечку-лошадиную голову Мистера Нэй-Нэй, но она взорвалась.
- Мама Ванды Фейривинкль (англ. Wanda's Mother Fairywinkle) — 36-летняя мать Ванды. Каштанововолосая и розовоглазая женщина фея. Родила Ванду и Гвидо. Всё ей и Гвидо разрешает. Разошлась с большим папой. Работает бухгалтером. Не любит, когда её дети общаются с чужаками.
- Нарциссимо Магнифико (англ. Juandissimo Magnifico) — влюблен в Ванду, но больше в себя. Считает себя самым привлекательным и очаровательным. Носит белую майку, которая подчёркивает красоту его бицепсов. Имел крестника — Реми Буксапленти, однако после того как тот совершил покушение на Космо и Ванду, Йорген снял Нарциссимо с должности и вернул в Мир Фей.
- Купидон — купидон. Похож на Космо, но только он с розовыми волосами, отличный стрелок из лука (стреляет стрелами с сердцами на концах, «стрелы любви»). У него нет крестника. Лучший друг Хуандиссимо. Играет на рояле. Также у Купидона другая форма крыльев, крылья ангела. Также может стрелять стрелами с вантузами на концах, «стрелами анти-любви». В одной из серий выясняется, что до того как стать стрелком, имел косоглазие (но Космо излечил его ударом сковородки).
- Шносмо Косма (англ. Schnozmo Cosma) — старший брат Космо. Получил своё имя из-за длинного носа. В серии, где он появляется, выясняется, что Шносмо вор. Второй кузен Йоргена после Космо.
- Мама Косма (англ. Mama Cosma) — мать Космо и Шносмо
- Доктор Рип Стадвел (англ. Dr. Rip Studwell) — детский парикмахер, а также врач «Чудо-мира». Появляется в мультсериале около четырёх раз. Впервые появился в серии «Точная копия», когда проводил 1000-летний осмотр Космо. В серии «Волшебный младенец: Часть 1» принимал роды у Космо. В серии «Вихрь волос» он стал чудо-парикмахером и никак не мог отрезать один волосик Пуфа, так как Пуф пользовался магией, как игрушкой. После долгих попыток за него это сделала Ванда. Также в серии «Куриный чих» лечил его от болезни маленьких фей — куриного чиха. В серии «Школа Крока» Ванда вызвала его, чтобы он вылечил Пуфа, который непонятно говорил. Дав Пуфу голосовые упражнения он ушёл. Друг Нарциссимо. Кроме работы врача у него есть другая работа — он киноактёр.
- Нана Бум-Бум Фон Стрэнгл (англ. Nana Boom-Boom Von Stranglе) — бабушка Йоргена, очень похожая на него. Знает рецепт сказочно вкусных пирожных, вызывающих привыкание, и хранит рецепт в надёжном месте. Также в серии «Правила Космо» она рассказала Йоргену о том, что Космо — его кузен. Также, как выясняется в этой же серии, любит играть во взрывное лото.
- Папа Косма (англ. Papa Cosma) — отец Космо и Шносмо, дедушка Пуфа.

### Супергерои
- Малиновый Чин — супергерой города Чинцинати.
- Златовласка — супергероиня города Чинцинати.
- Котмэн — пародия на Бэтмена.
- Туманный гром — космический супергерой телевизионного шоу.

### Другие
- Марк Чанг (англ. Mark Chang) — инопланетянин, который учится с Тимми в одном классе. Является принцем на своей планете, которая называется Югопотамия. У него есть два брата. Стал жить на Земле после того как сбежал от невесты по имени Мэнди со свадьбы. Живёт в космическом корабле на свалке. Скрывается с помощью волшебного ремня. Влюблен в Викки и жутко боится шоколада. Живёт на земле в обличии «Джастина Джейка Эштона — подростка мечты с тремя именами». Является положительной пародией на Захватчика Зима.
- Дуг Димадомм — самый богатый житель Димсдейла. Имел квартал новостроек, но его уничтожил Тимми. Также владеет рестораном и большой шляпой. В основном, его местами злобный характер объясняется жаждой денег. Ненавидит собак и всё на четырёх ногах, даже столы. Внешне же отсылка на полковника Сандерса
- Чет Юбетча (англ. Chet Ubetcha) — репортёр города Димсдейл. Считает себя самым лучшим и завидует тем кто работает на ТВ и популярнее его.
- Мистер Динклберг (в эпизоде «Потерянное будущее» — Динклбот, в эпизоде «Куриный Чих» — Дятелберг) (англ. Mr. Dinkleberg) — сосед Тимми и «предмет ненависти» отца Тимми (намёк на отношения Гомера Симпсона и Неда Фландерса из «Симпсонов»). Постоянно получает от того увечья. Имеет аллергию на пыльцу. Всегда всем помогает.
- Чип Скайларк III (англ. Chip Skylark III) — популярный певец. В первый раз появляется в серии «Мальчики в группе». В серии «Блестящие зубы» у него похитили зубы, и из-за этого он не мог петь, но Тимми вернул их ему. В серии «Пропавший голос» Тимми пожелал обменяться с ним голосами, чтобы нравиться людям, так как его голос разбивал стекла, а голос Чипа Скайларка восстанавливал. Из-за взрослого голоса Космо и Ванда не могли выполнять желания Тимми, поэтому ему пришлось подобраться к Чипу Скайларку под видом доставщика пиццы. Дав загадать желание Чипу, они вернули себе свои голоса. В обеих сериях у Чипа Скайларка были концерты, в которых участвовал Тимми. В серии «Старые добрые времена!» узнаётся, что он является внуком Чипа Скайларка I, которого помнит дедушка Тимми по линии папы.